# احمد آخوندوف
احمدآخوندوف گورگن‌لی (به روسی: Ахмед Ахундов-Гургенли)‏ (۲۳ مارس سال ۱۹۰۹ - ۱۹۴۳)  منتقد ادبی، نویسنده، شاعر، مترجم و استاد دانشگاه ترکمن در شهر گمیشان به دنیا آمد.

## اویل زندگی
پدر وی رجب آخوند یکی از بزرگان و علمای فاضل ترکمن صحرا بودند و بخاطر علاقه شدید وی به تحصیل علم و خواندن کتاب فرزندان خویش را نیز به این کار تشویق می‌نمود. احمد آخوندوف پس از اتمام تحصیلات اولیه نزد پدرش در سال ۱۹۲۸ بدلیل نبود دانشگاه در ایران و علاقه زیاد برای اندوختن علوم مدرن و جدید به شوروی مهاجرت می‌نماید.

## فعالیت و آثار وی
ابتدا برای تکمیل تحصیلات متوسطه در عشق‌آباد وارد مدرسه عالی کارگران شده و ۴ سال بعد از طرف وزارت علوم ترکمنستان موفق به دریافت بورسیه برای ادامه تحصیل در دپارتمان ادبیات انستیتو دولتی تاریخ و زبان‌شناسی لنینگراد (سنت‌پترزبورگ) می‌شود.
دهه ۳۰ میلادی را می‌توان سرآغاز شروع فعالیت‌های ادبی آخوندوف معرفی کرد. در این مدت وی  به جمع‌آوری افسانه‌ها و داستان‌های مردمی ترکمن پرداخته و پس از بازگشت از روسیه، در دپارتمان ادبیات انستیتو علمی-تحقیقاتی زبان و ادبیات ترکمنستان بطور موازی در کنار تدریس زبان ترکمنی در دانشگاه به فعالیت علمی خود ادامه می‌دهد.
وی  به همراه آتا قاوشودوف (نمایش‌نامه‌نویس مشهور ترکمن)، نقش مهمی رو در ویراستاری حماسه گؤراوغلی داشته و از دیگر فعالیت‌های آخوندوف می‌توان به گرداوری اشعار شاعران قرون ۱۹-۱۸ ترکمن از جمله: کمینه، ذلیلی و ….  و مهم‌ترین اثر وی کتاب «مختومقلی و آثارش»، یک مرجع ادبی در دانشگاههای روسیه و ترکمنستان به شمار می‌آید اشاره نمود.
احمد آخوندف در سال ۱۹۴۰، توسط آلکساندر فادی‌یف، نویسنده و فعال اجتماعی روس و از بنیانگذاران انجمن نویسندگان شوروی، به عضویت این انجمن درآمده و در همین سال، برای تحصیلات دکترا به لنینگراد برمی‌گردد و در انستیتو شرق‌شناسی آکادمی علوم شوروی به تحقیقات علمی مشغول می‌شود. همزمان، دانشگاه بزرگ دولتی لنینگراد به تدریس می‌پردازد.

## مرگ
اما با آغاز جنگ جهانی دوم در سال ۱۹۴۱ مجبور به  ترک تحصیل و بازگشت به عشق آباد می‌شود. وی در سال ۱۹۴۳ به جبهه جنگ اعزام  و کمی بعد در جبهه نبرد توسط نیروهای آلمانی کشته می‌شود.
آخوندوف چندین کتاب درسی در زمینه ادبیات و شعر ترکمن  برای تدریس در مدارس متوسطه شوروی سابق آماده می نموده و در کتاب «دائرةالمعارف ادبیات» شوروی جلد ۱۱، تحت عنوان مقاله «ادبیات ترکمن» نام وی و  تعداد بسیاری از نویسندگان و شاعران جوان ترکمن از جمله  آتا قاوشودف، مرد قلیچوف، پومما نوربردی‌یف، چاری قولی‌یف، مونتون جان‌مئرادوف به چشم می‌خورد.

## مقالات و کتب
- مقالات متعدد دربارهٔ تاریخ ترکمن.
- اشعار، حکایات، افسانه‌ها و داستان‌ها.
- پژوهش در اشعار شعرای فارس، تاتار، ترک، روس و....
- ترجمهٔ داستان (زن هندی) به زبان ترکمنی اثر لطف‌الله ترقی.
- پژوهش دربارهٔ فردوسی، پوشکین، فضولی، نوایی و....
- پژوهش دربارهٔ کتاب‌های: دده قورقوت، گوراوغلی، شاه صنم و غریب، حورلقا و همرا، سیف الملک و مدح الجمال، یوسف و احمد، گل و صنوبر، گل و بلبل، شاه بهرام، عالی بگ و بالی بگ که هر یک از این آثار از گنجینه‌های ادبیات ترکمن محسوب می‌شوند.
- تحقیق دربارهٔ شاعرانی چون: سیدی، ملانفس، شیدایی، غایبی، ذلیلی، شابنده، دولت محمدآزادی، نادر شاهیر، مراد شاهیر، خاتم شاهیر، دردی شاهیر، عندلیب، معروفی و ارازمنگلی.
- عضویت در کارگروه و تألیف کتاب‌های درسی در رشتهٔ ادبیات.
- آماده کردن مجموعه‌های ادبی برای چاپ.
- چاپ یک نسخه از منتخب اشعار مختوم قلی برای اولین بار با خط لاتین.

یادآوری: در این جا، ذکر این نکته ضروری است که نخستین مجموعهٔ اشعار مختوم قلی با خط عربی و در سال ۱۹۲۶ م یعنی در هفده سالگی احمد آخوندوف و با همت نویسندهٔ صاحب نام ترکمن یعنی بردی کر بابایف به چاپ رسید.
- نوشتن مقالاتی آموزشی در کتاب‌های درسی تحت عنوان ادبیات کلاسیک ترکمن.
- نوشتن مقالاتی پژوهشی در ساووت ادبیات / ادبیات شوروی.
- تألیف کتاب درسی تحت عنوان ادبیات قدیم ترکمن.
- نوشتن شرحی بر آثار مختوم قلی در جُنگ ادبی و هنری ترکمنستان در ۱۹۳۹ همراه با معرفی آثار کمینه، ملانفس، سیدی، ذلیلی.

تذکر: اهمیت کارهای احمدآخوندوف گرگانلی زمانی بر ما آشکارتر می‌شود که بدانیم پژوهشگران بزرگی چون:
۱. آکادمیسین یوگنی ادواردویچ برتلس، پژوهشگر ادبیات شرق در سال ۱۹۳۹ از لنین گراد.
۲. ارازمحمد عبدالله یف، پژوهشگر ادبیات شرق در سال ۱۹۳۹ از مسکو
به او نامه نوشته، تقاضا کرده‌اند که حاصل تجربیات و پژوهش‌های خود را در زمینهٔ شعرای بنام ترکمن، در اختیار آن‌ها بگذارد.
- تألیف کتاب مختوم قلی و آثارش در اواسط دههٔ سی قرن بیستم – چه در زمینهٔ آثار مختوم قلی و چه در زمینهٔ علم ادبیات – تایپ شده به خط لاتین.